# Blastothrix truncatipennis
Blastothrix truncatipennis är en stekelart som först beskrevs av Charles Ferrière 1955.  Blastothrix truncatipennis ingår i släktet Blastothrix, och familjen sköldlussteklar. Arten är reproducerande i Sverige.